# 關蔭南
关荫南（？—？），蒙古名卓里克图，蒙古族，黑龙江省依克明安旗（今富裕县）人，中华民国大陆时期蒙疆联合自治政府政治人物。

## 生平
1926年，经旅京蒙古族大学生倡议，蒙藏学校蒙古族同学支持，成立了蒙古旅京学生会，于1926年9月在北京蒙藏学校大礼堂举行了会员大会。出席大会的有180余人。大会讨论并通过了蒙古旅京学生会会章，会章之主要宗旨为：“以敦睦乡谊，团结互助，切磋砥砺，发奋读书，为复兴蒙古民族而共同奋斗。”大会选出了北京师范大学的陈封（蒙古名“那木海扎布”）、经天禄（字革陈），北京大学的亢仁、任秉均，中国大学的康济民，朝阳大学的关荫南，蒙藏学校的赵文儒（蒙古名“玛哈希瑞”，又译“玛哈希力”）等15人为执行委员，组成了蒙古旅京学生会执行委员会。
1937年10月，蒙古联盟自治政府成立，关荫南被任命为保安部司法处处长，一直任至1939年蒙古联盟自治政府并入蒙疆联合自治政府。
关荫南曾任哲里木盟政府办事处处长。1948年当选为第一届国民大会代表。